# Neobatrachus aquilonius
Neobatrachus aquilonius é uma espécie de anfíbio da família Limnodynastidae.
É endémica da Austrália.
Os seus habitats naturais são: matagal árido tropical ou subtropical, campos de gramíneas subtropicais ou tropicais secos de baixa altitude, campos de gramíneas de baixa altitude subtropicais ou tropicais sazonalmente húmidos ou inundados e marismas intermitentes de água doce.